# منتخب لبنان تحت 17 سنة لكرة السلة للسيدات
فريق كرة السلة الوطني للبنباني للفتيات تحت 17 عاماً هو فريق كرة السلة الوطنية للفتيات، الذي يديره الاتحاد كرة اللبناني لكرة السلة، والذي يمثل لبنان في المسابقات الدولية لكرة السلة للفتيات تحت 17 و16 عاماً.
شارك الفريق في بطولة آسيا للسيدات تحت 16 سنة فيبا 2022، وتأهل إلى الدور نصف النهائي وحصل على المركز الرابع في القسم ب من البطولة.

## سجلات البطولة

### بطولة آسيا
| 2022    | ب | الرابع | 5 | 2 | 3 |
| المجموع |   |        | 5 | 2 | 3 |

## أحدث النتائج

### بطولة آسيا للسيدات تحت 16 سنة فيبا 2022
| 24 يونيو 2022 | المجموعات Boxscore | كازاخستان                                   | 47–59 | لبنان |  | صالة الأمير حمزة، عمان |
| 24 يونيو 2022 | المجموعات Boxscore | النقاط حسب الربع: 7–10، 10–15، 12–12، 18–22 |       |       |  | صالة الأمير حمزة، عمان |

| 25 يونيو 2022 | المجموعات Boxscore | لبنان                                      | 50–51 | إيران |  | صالة الأمير حمزة، عمان |
| 25 يونيو 2022 | المجموعات Boxscore | النقاط حسب الربع: 12–17، 13–12، 9–14، 16–8 |       |       |  | صالة الأمير حمزة، عمان |

| 26 يونيو 2022 | المجموعات Boxscore | الأردن                                       | 56–60 | لبنان |  | صالة الأمير حمزة، عمان |
| 26 يونيو 2022 | المجموعات Boxscore | النقاط حسب الربع: 12–16، 14–10، 14–11، 16–23 |       |       |  | صالة الأمير حمزة، عمان |

| 29 يونيو 2022 | نصف النهائي Boxscore | لبنان                                       | 63–78 | سوريا |  | صالة الأمير حمزة، عمان |
| 29 يونيو 2022 | نصف النهائي Boxscore | النقاط حسب الربع: 19–14، 8–19، 21–13، 15–32 |       |       |  | صالة الأمير حمزة، عمان |

| 30 يونيو 2022 | المركز الثالث Boxscore | الفلبين                                      | 90–68 | لبنان |  | صالة الأمير حمزة، عمان |
| 30 يونيو 2022 | المركز الثالث Boxscore | النقاط حسب الربع: 20–22، 24–15، 23–11، 23–20 |       |       |  | صالة الأمير حمزة، عمان |

## إحصائيات

### بطولة آسيا
| قادة الإحصاء في لبنان | قادة الإحصاء في لبنان       | قادة الإحصاء في لبنان      | قادة الإحصاء في لبنان      | قادة الإحصاء في لبنان  | قادة الإحصاء في لبنان       | قادة الإحصاء في لبنان       |
| الحدث                 | النقاط [الإنجليزية]         | الارتداد                   | التمريرات [الإنجليزية]     | خطف الكرة [الإنجليزية] | تسديدات محظورة [الإنجليزية] | الكفاءة [الإنجليزية]        |
| --------------------- | --------------------------- | -------------------------- | -------------------------- | ---------------------- | --------------------------- | --------------------------- |
| 2022                  | ه. خوري [الإنجليزية] (11.4) | ن. لبان [الإنجليزية] (6.0) | ن. لبان [الإنجليزية] (3.4) | إ.غناطيوس (3.5)        | م.نعسان (1.2)               | إي خوري [الإنجليزية] (10.8) |

## روابط خارجية
- الموقع الرسمي